# Oštrelj (prijevoj)
Oštrelj  je planinski prijevoj u Bosni i Hercegovini. 
Nalazi se na nadmorskoj visini od 1040 metara. Preko ovog prijevoja vodi magistralna cesta između Drvara i Bosanskog Petrovca. Predstavlja granicu između Unsko-sanske i Hercegbosanske županije. U blizini se nalazi naselje Oštrelj koje pripada općini Bosanski Petrovac.